# Ядвига Легницкая
Ядвига Легницкая (Ядвига Бжегская) (пол.  Jadwiga Legnicka, Jadwiga Brzeska; ок. 1433 — 23 октября 1471) — силезская княжна из легницко-бжегской линии династии Силезских Пястов, жена князя Любина, Бжега и Хойнува Иоганна I (1425 — после 21 ноября 1453).

## Биография
Ядвига была младшей дочери князя Бжегского и Легницкого Людвика II Бжегского и Елизаветы Бранденбургской, дочери курфюрста Фридриха I Бранденбургского.
В феврале 1445 года Ядвига вышла замуж за своего двоюродного брата Иоганна I, князя Любинского, Бжегского и Хойнувского. От этого брака родился единственный сын, Фридрих I Легницкий. После смерти Иоганна I в 1453 году семилетний Фридрих унаследовал Хойнов и Стшелин, а Ядвига стала регентом. В 1454 году после смерти своей бабки по отцовской линии, Маргариты Опольской, Фридрих получил во владение Олаву и Немчу. В том же 1454 году князь Фридрих I получил Легницкое княжество, ранее входившее в состав Чешского королевства.
В 1466 году Фридрих достиг совершеннолетия, и регентство Ядвиги закончилось. Она скончалась через пять лет после этого, в 1471 году.